# Polyneuropathie
Polyneuropathie ist der Oberbegriff für bestimmte Erkrankungen des peripheren Nervensystems, die mehrere Nerven betreffen. Abhängig von der jeweiligen Ursache können motorische, sensible oder auch vegetative Nerven gemeinsam oder auch vor allem betroffen sein. Die Erkrankung kann eher die Isolationsschicht der Nerven (Myelin) oder eher den Zellfortsatz (Axon) selbst betreffen, sie kann sich eher körperfern (distal) an Händen und Füßen oder sehr viel seltener auch körpernah (proximal) zeigen, es gibt symmetrische und asymmetrische (fokale und multifokale) Formen; stets aber sind mehrere periphere Nerven betroffen (griech. poly „viele“). Die Symptome können je nach betroffenem Nervenfasertyp und betroffener Körperregion sehr vielfältig sein.

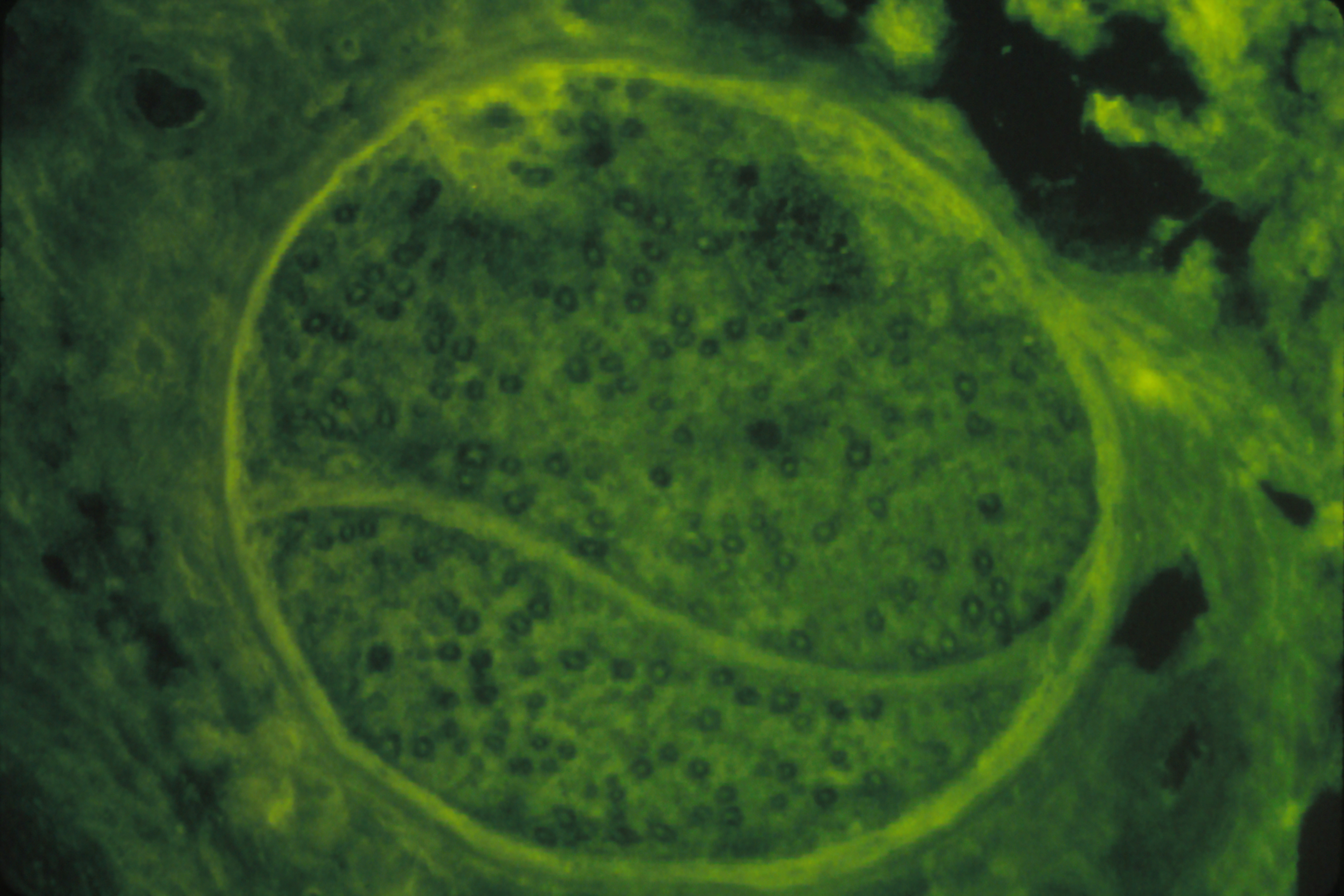

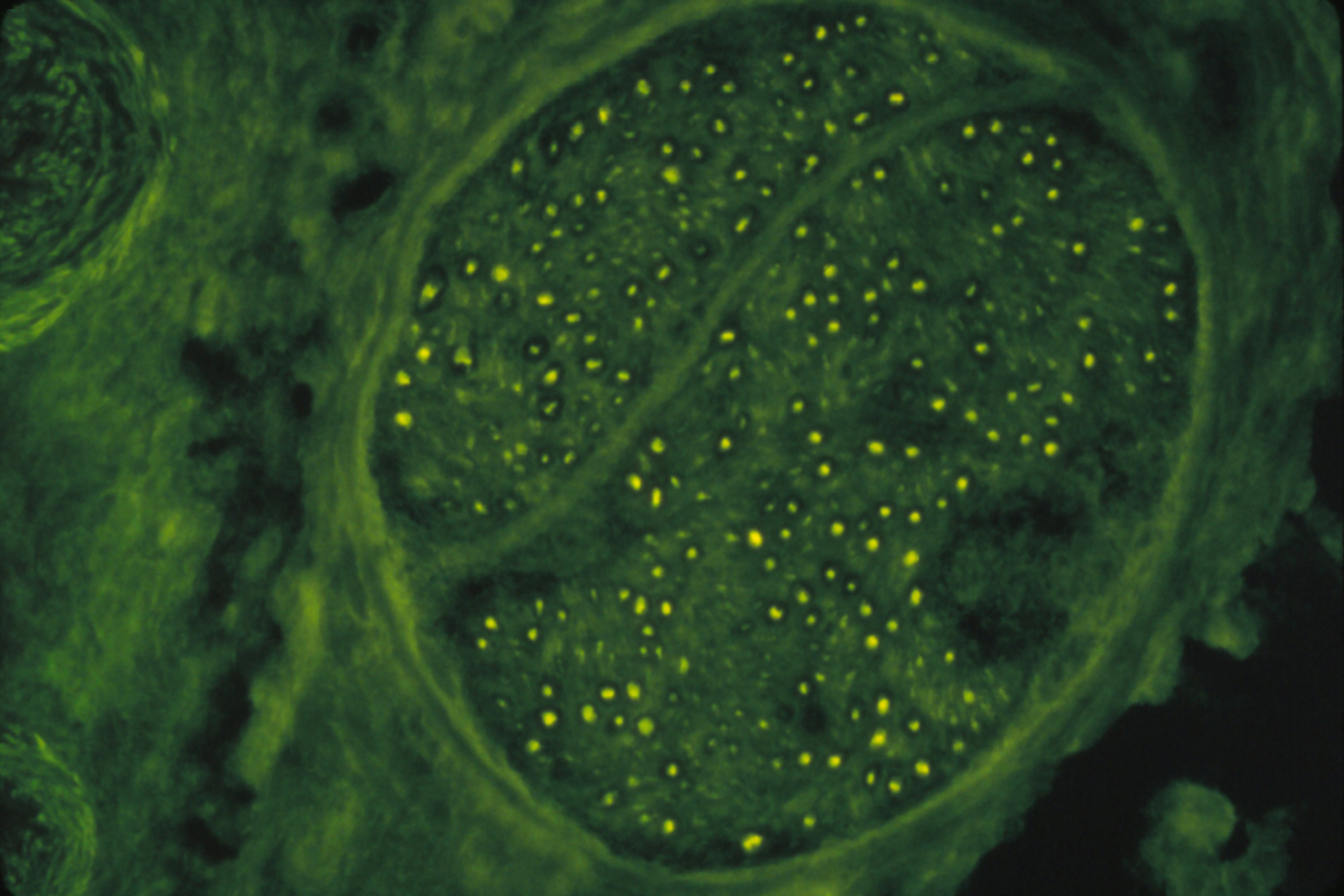
Fluoreszenzmikroskopie: Querschnitt, Biopsie-Material eines normalen menschlichen Nervus peroneus, der mit dem Serum eines HIV-positiven Patienten mit anti-Myelin Antikörpern incubiert wurde

## Häufige Ursachen
- Diabetes mellitus
- Alkoholmissbrauch
- Idiopathische Polyneuropathie, d. h. ohne erkennbare Ursache
- Autoimmunologisch bedingt
  - Guillain-Barré-Syndrom (GBS)
  - Chronisch inflammatorische demyelinisierende Polyradikuloneuropathie (CIDP)
  - Eosinophile Granulomatose mit Polyangiitis (EGPA)
  - HIV-assoziierte Polyneuropathie[1]
- Toxine (Alkohol und andere Giftstoffe)
- Medikamente (in Abhängigkeit von Dosis und Dauer der Gabe): Statine, Amiodaron, Vincaalkaloide, Docetaxel und Paclitaxel, Oxaliplatin und Carboplatin, Bortezomib und Thalidomid, Isoniazid, Ethambutol, Linezolid, Nitrofurantoin und Metronidazol
- Infektionskrankheiten (Mononukleose, Ehrlichiose, Typhus, Diphtherie, AIDS, Lues, Lyme-Borreliose und andere)
- bei Krebserkrankungen als paraneoplastisches Syndrom oder als Nebenwirkung bestimmter Wirkstoffe der Chemotherapie (z. B. Oxaliplatin, siehe oben)
- vererbbare (hereditäre) Polyneuropathie (z. B. Morbus Charcot-Marie-Tooth, auch bekannt unter HMSN I). Hier gibt es zahlreiche verschiedene, zum Teil sehr seltene Formen.
- chronische Niereninsuffizienz[2][3]
- Sjögren-Syndrom
- Neurodegenerative Erkrankungen (z. B. CANVAS)[4]

### Mögliche weitere Ursachen
- Vitamin B1-Mangel
- Vitamin-B12-Mangel: Funikuläre Myelose
- Kupfermangel[5]
- Vitamin-E-Mangel
- Morbus Refsum (genetisch bedingte unnatürliche Speicherung der Phytansäure als Folge einer Störung der Alpha-Oxidation)
- Bassen-Kornzweig-Syndrom (Hypocholesterinämie und Verminderung der beta-Lipoproteine)
- Morbus Fabry (Mangel an α-Galactosidase A)
- Strachan-Syndrom
- Vaskulitis
- Amyloidose (Amyloid-Polyneuropathie)
- Vergiftung mit Cadmium
- Vergiftung mit Thallium (z. B. durch Rattengift wie Zelio-Paste)
- Bleivergiftung
- Quecksilbervergiftung
- selten auch bei Vergiftung mit Arsen

Die im höheren Alter häufige Spinale Stenose im Bereich der Lendenwirbelsäule kann PNP-artige Symptome wie das Sockengefühl verursachen.

## Symptome
- Polyneuropathische Sensibilitätsstörungen können mit verschiedener Verteilung am Körper auftreten. Da die Zellkörper (Somata) der sensiblen Nervenzellen in den Ganglien nahe am Rückenmark liegen und die Nervenfortsätze von dort aus versorgt werden, nehmen die längsten Fasern, die bis hin zum großen Zeh versorgt werden müssen, am ehesten Schaden. Häufig beginnt die Erkrankung daher mit unangenehmen Missempfindungen der Zehen beidseits. Wenn die Erkrankung fortschreitet, wird die Verteilung der Sensibilitätsstörungen gelegentlich als „handschuh- oder sockenförmig begrenzt“ beschrieben. Die betroffenen Körperbereiche können spontan kribbeln und sind dann unangenehm und mitunter sehr störend, entweder taub oder brennend schmerzhaft. Es können Missempfindungen wie Hitze- oder Kälte- und Schwellungsgefühle, z. B. „wie im Schraubstock“ oder auch eine Allodynie (Berührungsreize werden als Schmerzen empfunden) auftreten.
- Bedingt durch die fehlenden oder verfälschten sensiblen Informationen über die Gelenkstellungen, den Druck beim Auftreten und den Grad der Muskelanspannung kann es zu „peripher bedingten“, ataktischen Koordinationsstörungen kommen. Solche Patienten sind dann vor allem bei geschlossenen Augen nicht mehr in der Lage, sicher zu gehen.
- Periphere, atrophische und oft symmetrische Lähmungen
- Trophische Veränderungen der Haut, wenn periphere vegetative Nervenfasern betroffen sind. Hier kann es zu einem Geschwür kommen, zu Hypohidrose (verminderte Produktion von Schweiß), Magen-, Darm- und Blasenentleerungsstörungen sowie Potenzstörungen, Ruhetachykardie und Störungen der Pupillomotorik mit Einschränkung der Mydriasis (Pupillendilatation).

## Diagnostik
- Anamnese: Die Patienten berichten über fehlende Wahrnehmung (Minussymptomatik) oder Gefühlsstörungen wie Kribbeln, Ameisenlaufen, Brennen (Plussymptomatik).
- Inspektion: Auffällig trockene Haut kann bei symmetrischem Befall ein Hinweis auf eine Neuropathie sein.
- Prüfung des Patellarsehnen- und Achillessehnenreflex (PSR und ASR). Das Fehlen des ASR ist verdächtig auf eine Polyneuropathie.
- Kalt-Warm-Unterscheidung: Der Patient sollte bei Berührung der Fußsohle unterscheiden können zwischen einer kalten Metallfläche von ca. 1,5 cm Durchmesser und einer gleich großen Plastikfläche.
- Sensibilitätsprüfung, etwa mit dem Monofilament nach Semmes-Weinstein: Dabei handelt es sich um einen Nylonfaden, der durch Verbiegen einen definierten Druck von 0,1 Newton ausübt. Das Filament wird z. B. auf den Fußballen zwischen dem ersten und zweiten Zehengrundgelenk aufgesetzt. Der Patient wird zunächst aufgefordert, die Augen zu schließen und die Lokalisation der Berührung anzugeben. Bei fünf Berührungspunkten sollten mindestens drei korrekt angegeben werden.
- Untersuchung des Vibrationsempfindens mit der Stimmgabel nach Rydel und Seiffer: Die massive Metall-Stimmgabel nach Rydel und Seiffer hat eine Frequenz von 128 Hz, die durch zwei aufschraubbare Metallblöcke auf 64 Hz reduziert ist. Auf den Metallblöcken befinden sich zwei spitzwinklige Dreiecke, die sich beim Schwingen der Gabel überschneiden und mit Hilfe einer Skala mit acht Unterteilungen erlauben, die Stärke der Schwingung zu ermitteln, bis zu der der Patient die Vibration noch wahrnimmt. Während der Schwingung wandert ein virtuelles Dreieck von 0/8 nach 8/8. Normal ist bis zum 50. Lebensjahr bis 6/8, über dem 50. Lebensjahr bis 5/8. Bei geringerer oder fehlender Wahrnehmung besteht der Verdacht einer Polyneuropathie.
- Elektroneurographie: Messung der Nervenleitgeschwindigkeit und des Nervensummenpotentials an subkutanen Nerven. Verminderung der Nervenleitgeschwindigkeit findet sich bei Erkrankungen der Myelinscheide (Demyelinisierung). Bei axonalen Schädigungsmustern verringert sich dagegen das Nervensummenpotential.
- Pathologische Diagnostik: Entnahme eines Stückes des Nervus suralis. Dieser liegt relativ oberflächlich unter der Haut des Unterschenkels und hat nach der Entnahme nur einen geringen Verlust von Sensibilität im Bereich des Unterschenkels. Untersuchungen erfolgen in der Regel am normalen Paraffin-Schnitt, an Semi-Dünnschnitten und mit Hilfe der Elektronenmikroskopie.
- Eine Beteiligung des vegetativen (autonomen) Nervensystems kann durch einen Schweißtest, eine Kipptischuntersuchung, eine Untersuchung der Magenentleerungszeit sowie eine Messung der Herzfrequenzvariabilität nachgewiesen werden.

### Laborwerte
Bestimmt werden sollten der HbA1c-Wert, die Nieren- und Leberwerte, bei Verdacht auf Alkoholmissbrauch der Alkoholspiegel und der CDT-Wert. Wichtig sind auch Hinweise auf einen Vitamin-B12-Mangel (Erythrozytengröße), Vitamin-B-12-Spiegel, bei grenzwertigen Vitaminspiegeln zusätzlich Holo-Transcobalamin, bei nachgewiesenem Vitaminmangel Bestimmung der Antikörper gegen Parietalzellen der Magenschleimhaut.

## Differentialdiagnose
- Bandscheibenvorfall
- Tabes dorsalis

## Therapie
Therapiert wird ursachenspezifisch nach der Grunderkrankung und/oder symptomatisch. Eine gezielte Behandlung ist nur dann möglich, wenn die Ursache der Polyneuropathie erkannt wurde. Ursachenabhängige Therapiemaßnahmen sind zum Beispiel:
- bakterielle Infektion: Behandlung mit Antibiotika, zum Beispiel bei der Borreliose
- Alkoholismus (einschließlich schädlichem Gebrauch von Alkohol): Alkoholverzicht, zusätzlich Vitamin-B1-Verabreichung
- Diabetes mellitus: Optimierung des Blutzuckerspiegels, eventuell Gabe von Alpha-Liponsäure, in Studien Substitution von Vitamin B1, Hochfrequente Muskelstimulation[7]
- symptomatische Therapie der Beschwerden: Vor allem die Schmerzlinderung spielt eine zentrale Rolle. Weil nichtopioide Schmerzmittel bei neuropathischen Schmerzen in vielen Fällen nicht wirksam sind, müssen zur Schmerzlinderung häufig auch Medikamente verschrieben werden, die sonst zur Behandlung von Krampfleiden (Antikonvulsiva) oder zur Behandlung von Depressionen (Antidepressiva) eingesetzt werden. Eine nicht-medikamentöse Schmerztherapie ist die transkutane elektrische Nervenstimulation (TENS).
- Verzicht auf potentiell auslösende Arzneimittel, oder Medikationsänderung

### Spezialfälle
- Bureau-Barrière-Syndrom
- Critical-Illness-Polyneuropathie
- Demyelinisierende Polyneuropathien:
  - chronisch inflammatorische demyelinisierende Polyneuropathie
  - Lewis-Sumner-Syndrom
  - Miller-Fisher-Syndrom
  - Demyelinisierende Erkrankung
- Eckernförder Krankheit
- Familiäre Amyloid-Polyneuropathie
- Korsakow-Syndrom
- Mononeuropathia multiplex
- Strachan-Syndrom
- HIV-assoziierte Neuropathie

### Mögliche Erscheinungsformen
- Neuropathie
- Hypästhesie
- Hyperästhesie
- Lähmung

### Abzugrenzen gegen
- Restless-Legs-Syndrom